# Malevolent Creation
Malevolent Creation é um banda de death metal dos Estados Unidos formada no início de 1987 pelo guitarrista Phil Fasciana, em Buffalo, NY.

## História
A banda ainda contava com a presença de Brett Hoffman nos vocais. Era inspirada no som da banda Slayer. Com o sucesso de bandas como Death, Morbid Angel e Deicide, as gravadoras procuravam sua própria banda do estilo e Malevolent Creation conseguiu um contrato com a Roadrunner Records.
Por esse selo, lançaram três álbuns: The Ten Commandments, Retribution e Stillborn. A linha de frente instável e o abuso de substâncias foram os motivos da sua falta de reconhecimento na época.
No final de 2012 a banda fez uma bem sucedida turnê pelo Brasil ao lado das bandas Krisiun e Vital Remains tendo uma ótima aceitação do publico brasileiro.